# 唐纳德·布鲁斯·约翰逊
唐纳德·布鲁斯·约翰逊（英語：Donald Bruce Johnson，1933年12月16日—1994年11月10日），美国计算机科学家，算法研究员，达特茅斯学院的计算机科学系主任。

## 个人经历
1973年，约翰逊在康奈尔大学取得了他的博士学位。之后他又先后担任宾夕法尼亚州立大学计算机科学系教授和达特茅斯学院数学系教授职位。1994年，达特茅斯学院计算机科学系成立 ，约翰逊任系主任。

## 学术贡献
约翰逊发明了数据结构d叉堆，此外提出了计算最短路的约翰逊算法。